# Meransen

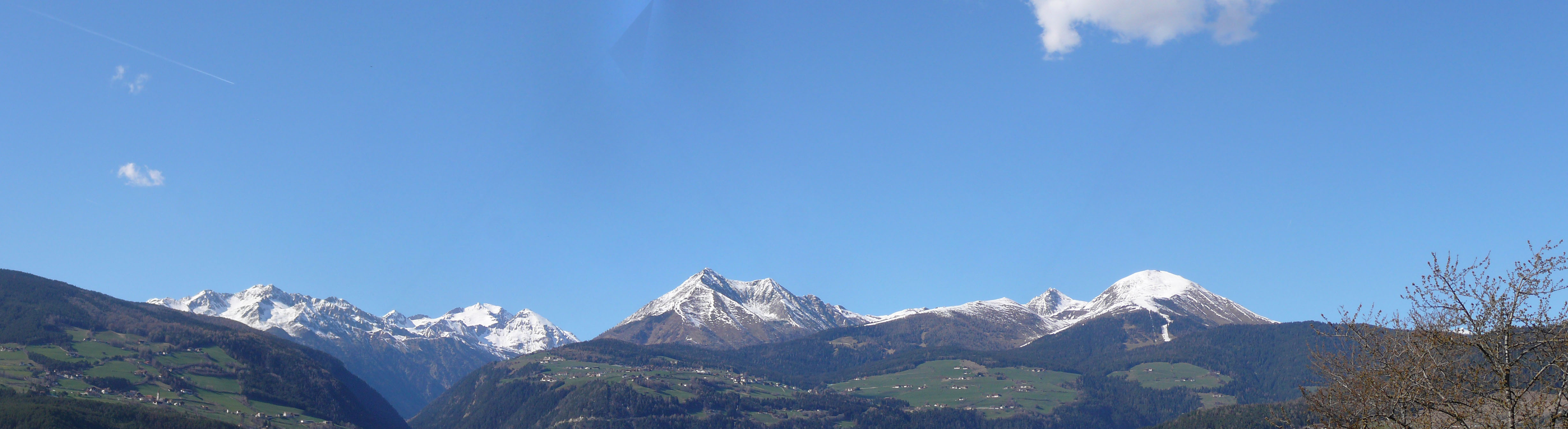
Der Gitsch (ganz rechts) von Süden aus gesehen

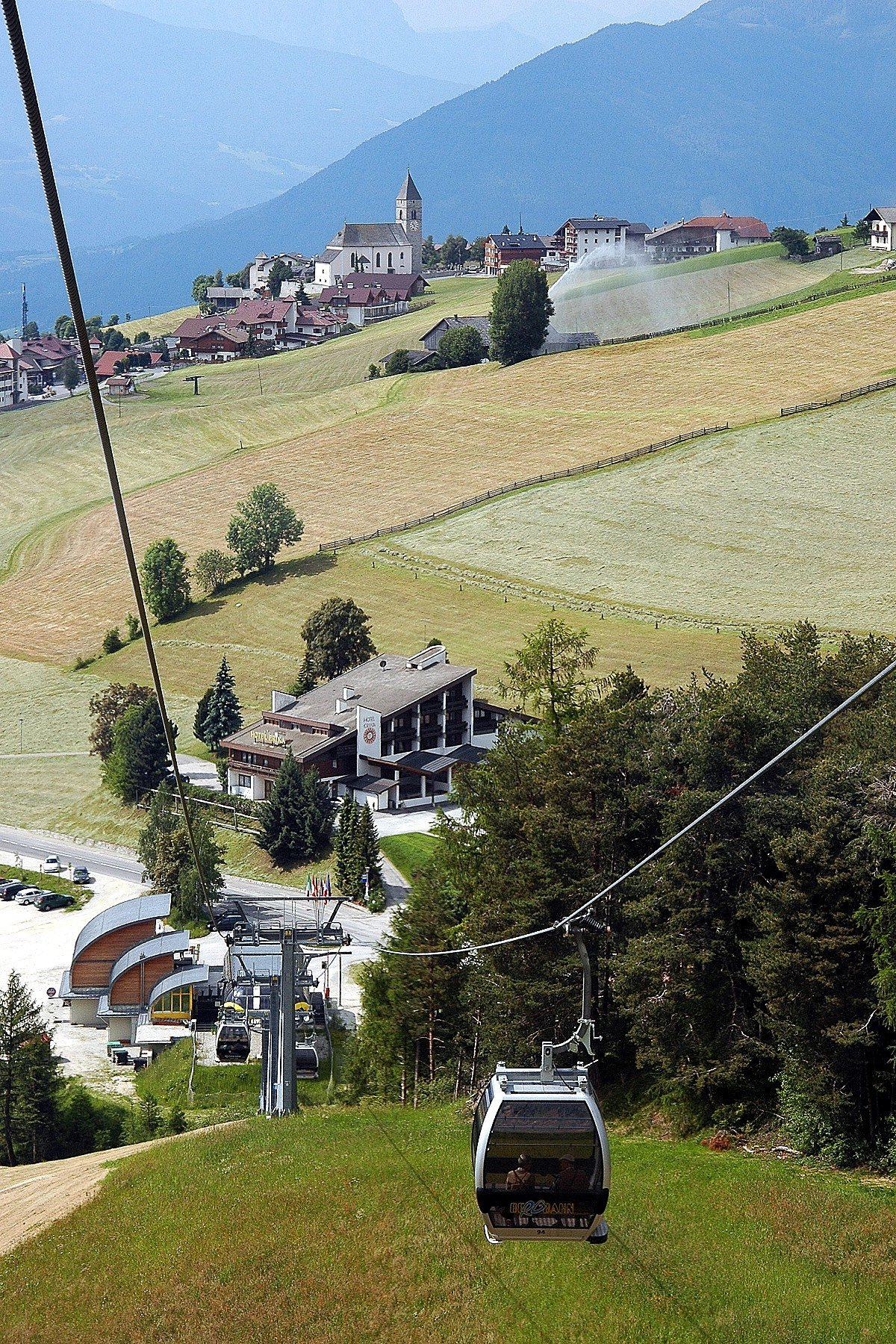
Blick von der Bergbahn zum Gitsch auf Meransen (2010)

Meransen (italienisch Maranza) ist ein Dorf in Südtirol (Italien) und heute eine Fraktion der Gemeinde Mühlbach. Sie liegt auf einer Südterrasse am Übergang des Pustertals ins Eisacktal oberhalb des Marktortes Mühlbach und der Mühlbacher Klause auf 1414 m Meereshöhe. Dementsprechend wird Meransen in landeskundlichen Beschreibungen mal der einen, mal der anderen Talschaft zugerechnet. Meransen hat circa 850 Einwohner. Auf dem nahegelegenen Gitsch befindet sich das Skigebiet Gitschberg Jochtal mit 55 Pistenkilometern, das durch Aufstiegshilfen, darunter eine Seilbahn, erreicht werden kann. Meransen ist über die Meransner Bahn mit Mühlbach verbunden.

## Geschichte
Spuren einer ersten Besiedlung des Berges am „Burgstall“ hinter dem Gasslerhof führen in das erste vorchristliche Jahrtausend zurück. Weitere Zeugen alter Zeiten sind die sog. „alte Kuchl“ am alten Fußweg nach Meransen, eine Felsnische, in der Scherben aus vorchristlicher Zeit gefunden wurden; auch der mit Granitplatten ausgelegte Steig von Mühlbach zum Dorf selbst, von jeher „Katzenleiter“ genannt, was auf einen befestigten Platz („castellum“) am Berg hinweist, gehört zu diesen Denkmälern. Etwa auf halbem Weg liegt – durch den Straßenbau nicht mehr an ihrem ursprünglichen Ort – die „Jungfrauenrast“, eine Gedenkstätte für die Stelle, an der die „Heiligen Drei Jungfrauen“ Aubet, Cubet und Quere der Legende nach erschöpft Rast gemacht haben sollen.
Das Dorf liegt laut Karl Gruber am Ast eines uralten Fernweges, der von Innerösterreich bzw. Kärnten durch das Pustertal nach Schwaben und Frankreich geführt haben soll, was auch das Patrozinium der Kirche zum Hl. Jakobus belege; es gibt alte Höhenwege nach Vals und Pfunders, frühe Spuren des Christentums finden sich im Altfasstal.
Die Örtlichkeit ist ersturkundlich in einer Traditionsnotiz des Augustinerchorherrenstifts Neustift bei Brixen von 1155–1172/73 als de Morans genannt. Im landesfürstlichen Gesamturbar Graf Meinhards II. von 1288 erscheint der Ortsname als ze Maransen. Die heutige Form Meransen ist 1405 urkundlich bezeugt. Der Name kann zu lateinisch morantia (‚Rastplatz‘, ‚Gaststätte‘) gestellt werden, was sich gut mit der Jungfrauenrast und der Lage am Fernweg erklären lässt.
1929 wurde das bis dato eigenständige Meransen der Gemeinde Mühlbach zugeschlagen.

## Kirchliches

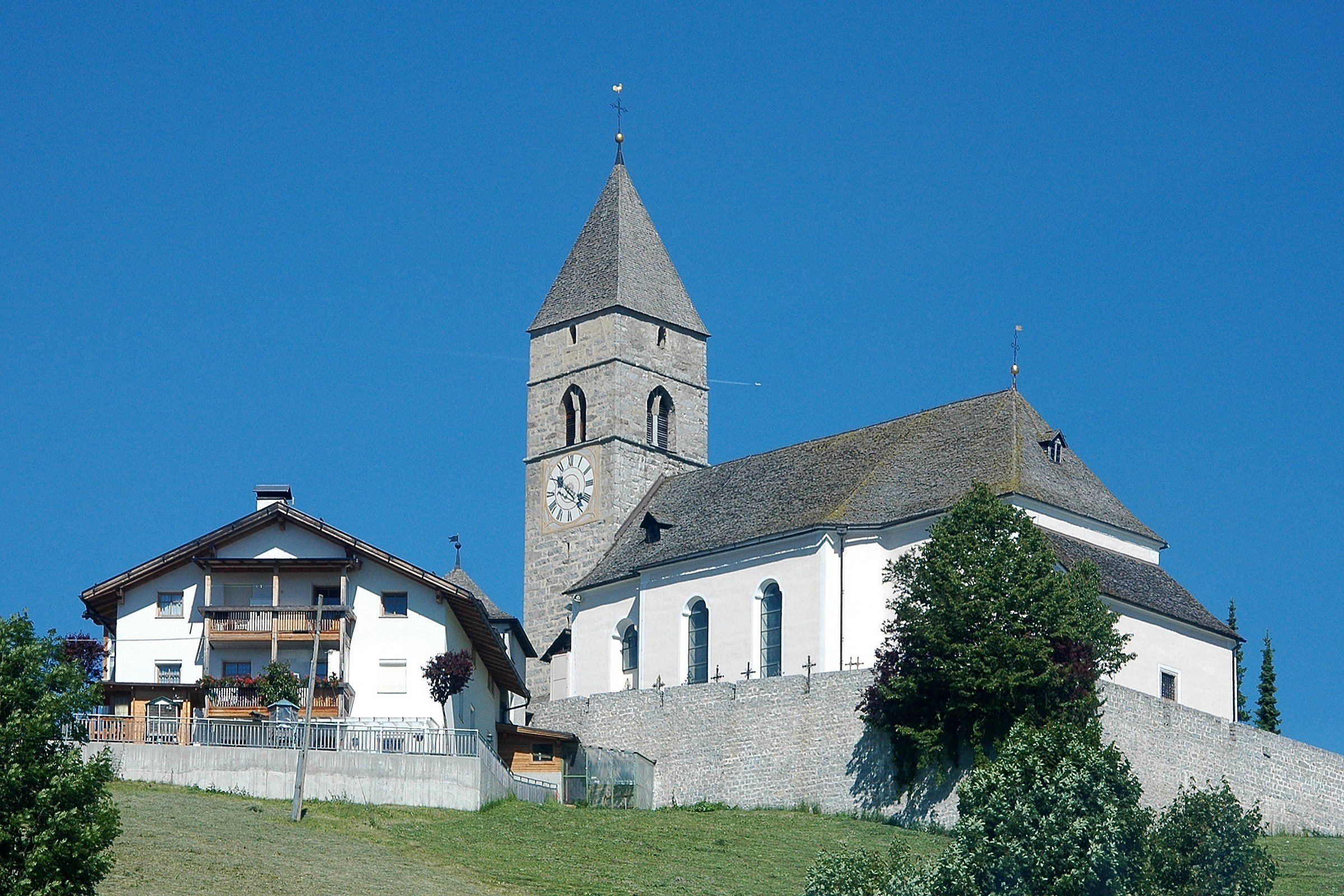
Kirche zum Hl. Jakobus (2010)

Der Ort gehörte jahrhundertelang zur Urpfarre, danach zum Dekanat Rodeneck in der Diözese Bozen-Brixen; von 1854 bis 1884 war es mit Spinges und Vals zu einer Gemeinde zusammengeschlossen. Seit 1542 hat das Dorf einen eigenen Seelsorger, bereits 1419 wird es als „Gemeinde“ bezeichnet, 1577 zur Kuratie, 1891 zur Pfarrei erhoben.
Es fehlen jegliche (archäologische) Zeugen einer Kirchengeschichte vor dem Jahr 1000. Die heutige, um 1770 barockisierte Kirche steht teilweise auf den Grundmauern einer früheren, 1472 geweihten gotischen Kirche, die wiederum die Stelle einer romanischen Kapelle eingenommen hat, deren Überreste bei einer archäologischen Grabung im Rahmen der Kirchenrestaurierung 1993 freigelegt wurden. Der Platz muss seit alten Zeiten als Kultplatz gedient haben, da alle drei Kirchen einen „heiligen Fels“ sowie eine „Reliquienstätte“ umschließen. Gruber schließt deshalb auf die Verkörperung einer keltischen, im Rheinland verehrten Mütterdreiheit durch die Drei Jungfrauen von Meransen, auch Anklänge an die Nornen Urd, Werdandi und Skuld (Vergangenheit, Gegenwart, Zukunft) hält er für möglich.
Eine erste, für die romanische Zeit ungewöhnlich große Kapelle in Meransen wird 1252 erwähnt; an dieselbe Stelle wurde eine gotische Kirche gebaut, teilweise auf den romanischen Grundmauern stehend, und 1472 geweiht. 1520 wurde ein neuer Flügelaltar gestiftet, von dem die heute noch am südlichen Seitenaltar – der Verehrungsstätte der „Heiligen Drei Jungfrauen“ – stehenden spätgotischen Figuren der drei Frauen stammen, die Madonnenstatue am Hauptaltar hingegen stammt von einem weiteren Schreinaltar aus der Zeit um 1500.
Am 28. März 1775 verpflichtete sich der Kaufmannbauer Urban Oberhofer, eine neue Kirche um 3000 Gulden „unter Dach zu bringen und zu verweißeln“, der Richter und Pfleger von Rodeneck, Ignaz Jakob von Preu, gab am 9. April 1775 ein Gutachten, wonach er den Bau mit 2000 Gulden fördern wollte. Fürstbischof Joseph von Spaur weihte am 2. Juni 1780 die neue, nach einem Entwurf von Joseph Abenthung aus Götzens errichtete Spätbarock-Kirche. Die von Johann Mitterwurzer aus Mühlbach ausgemalte Kirche ist vor allem wegen ihres Hochaltars ein prächtiges Beispiel des tirolischen Rokokos. 
Einen Höhepunkt der Wallfahrt zu den „Heiligen Drei Jungfrauen“ erlebte Meransen im 16. und 17. Jh., es gab auch Berichte über gewirkte Wunder, wovon ein kleiner Schrank mit Votivgaben neben dem „Jungfrauenaltar“ zeugt. Bei zwei kirchlichen Nachprüfungen, 1775 und 1980, wurden die Reliquien der Drei „Heiligen“ bestätigt, die wahrscheinlich aus dem frühen Mittelalter stammen.

## Bildung
In Meransen gibt es eine Grundschule für die deutsche Sprachgruppe.